# Гимн Самарской области
Гимн Сама́рской о́бласти, также известен как «Песнь Сама́рской губе́рнии» — один из официальных символов Самарской области (губернии) — одного из субъектов Российской Федерации. Утверждён 28 декабря 2006 года. Автором текста является Олег Бычков, а автором музыки — Леонид Вохмянин.
Данный гимн исполняется при вступлении в должность Губернатора Самарской области, при открытии и закрытии заседаний Самарской Губернской думы, Самарской городской думы, а также во время официальных церемоний и торжеств области. Гимн был выбран в ходе областного конкурса, продолжавшегося два с половиной года. Из всех работ претендентов именно работа Бычкова и Вохмянина была одобрена членами правительства и депутатами Губернской думы, а также набрала больше всего голосов при опросе мнений более 10 тысяч самарцев.

## Текст гимна
| Оригинал на русском языке |
| --- |
| Самара, рождённая в сердце России, Народов Поволжья большая семья, В веках своё гордое имя носила. Любимая наша, Самарская наша, Во веки священная наша земля! Объяты раздольной Самарской Лукою, Родные просторы, леса и поля, Увенчана гор Жигулёвских грядою. Любимая наша, Самарская наша, Во веки священная наша земля! Грядущей Победе в суровые годы, Самара надёжные крылья дала! Сильна и трудом, и талантом народа. Любимая наша, Самарская наша, Во веки священная наша земля! Во веки священная, Славься, любимая, Славься, Самарская наша земля! |